# جائزة أستراليا الكبرى 1938
جائزة أستراليا الكبرى 1938 هو سباق فورمولا 1 أقيم بتاريخ 18 أبريل 1938 في نيوساوث ويلز. حلّ البريطاني بيتر وايتهيد أولا.